# Sthenoteuthis oualaniensis
Espèce
Statut de conservation UICN

 LC  : Préoccupation mineure
Sthenoteuthis oualaniensis, l'encornet bande violette est une espèce de mollusque céphalopode de la famille des Ommastrephidae, le calmar probablement le plus commun du bassin indo-pacifique. Il fait partie des espèces souvent désignées sous le nom japonais de tobiika, littéralement «calmar volant».
L'épithète spécifique “oualaniensis” fait référence à l'île d'Oualan, actuellement connue sous le nom de Kosrae, dans les États fédérés de Micronésie.
Il existe plusieurs formes de cette espèce. La plus répandue, présente sur toute l'aire de répartition, est de taille moyenne, avec des individus matures dont le manteau mesure de 12 à 15 cm chez les mâles et de 19 à 25 cm chez les femelles. Elle est caractérisée par une bande dorsale violette et la présence en position dorsale antérieure d'une zone bioluminescente de forme ronde de concentration de photophores. Une forme “géante” dont le manteau peut atteindre 65 cm fréquente  les abords de la péninsule Arabique et une forme “naine” avec un manteau dépourvu de photophore qui ne dépasse pas 15 cm de long se rencontre dans la zone équatoriale.
Chaque individu vit au maximum un an. Lorsque la taille de maturité sexuelle est atteinte la production de gamètes devient continue. Comme la reproduction de l'espèce n'est pas synchrone, on peut trouver à toutes époques des larves, des immatures ou des adultes (avec cependant des optima saisonniers). Sthenoteuthis oualaniensis effectue quotidiennement une migration verticale de plusieurs centaines de mètres pour venir se nourrir près de la surface pendant la nuit. Il constitue une proie d'importance pour certains oiseaux marins et pour les diverses espèces de thons.
Il n'est pas spécialement recherché pour la consommation humaine, ou seulement à titre occasionnel et secondaire, car sa chair est assez grossière. On le pêche néanmoins traditionnellement à Okinawa et Taiwan pour servir d'appât à la pêche aux thonidés.